# Šćrbinec
 Šćrbinec  falu Horvátországban Krapina-Zagorje megyében. Közigazgatásilag Zlatarhoz  tartozik.

## Fekvése
Krapinától 20 km-re délkeletre, községközpontjától 5 km-re északkeletre a Horvát Zagorje területén fekszik.

## Története
A ščrbineci Ščerbenski család birtoka volt, majd 1461-től a Buzsanicsoké, akik egy rövid megszakítással 1697-ig voltak itt birtokosok, amikor átmenetileg unokatestvérük, a Kninből származó Bojnicsich Gáspár birtokolta. Bojnicsich a Buzsanicsok által itt épített kastélyt az 1470-es évek végén vagy 1480-as évek elején erődített udvarházzá építette át. 1697-ben Buzsanics Dorottya és sauloveci Kiss Ferenc (Franjo Kiš Šaulovečki, ? - 1715 körül) házasságával az egyik legrégebbi, ma is élő horvát nemesi család birtokába került, akiknek tulajdonában a kúria ma is található. A településnek 1857-ben 38, 1910-ben 36 lakosa volt. Trianonig Varasd vármegye Zlatari járásához tartozott. A falunak 2001-ben 18 lakosa volt.

## Nevezetességei
A falu déli szélén található a Kiss-kúria a Horvát Zagorje egyik legérdekesebb nemesi rezidenciája, melynek története nemcsak hogy a középkorig nyúlik vissza, hanem a legrégebbi, a mai napig folyamatosan lakott horvát főúri rezidencia. 

## Külső hivatkozások
- Zlatar hivatalos oldala
- Zlatar információs portálja